# 고인돌 가족 플린스톤 2
《고인돌 가족 플린스톤 2》(The Flintstones In Viva Rock Vegas)는 1960년대 애니메이션 프린스톤 가족을 기반으로 한 1994년 영화 고인돌 가족 플린스톤의 프리퀄이자 2000년 미국의 코미디 영화이다.

## 출연
- 마크 애디 - 프레드 플린스톤
- 스티븐 볼드윈 - 바니
- 크리스틴 존스턴 - 윌마
- 제인 크라코스키 - 베티
- 토머스 깁슨
- 앨런 커밍

## KBS 성우진 (2004년 9월 27일)
- 문관일 - 플린스톤(마크 애디)
- 오인성 - 바니(스티븐 볼드윈)
- 김상현 - 윌마(크리스틴 존스턴)
- 김옥경 - 베티(제인 크라코스키)
- 김환진
- 홍시호
- 안종국
- 김정미
- 박은숙
- 조동희
- 윤기황
- 송연희
- 전인배
- 이승주
- 정미경
- 은미
- 변영희